# Walton Webson

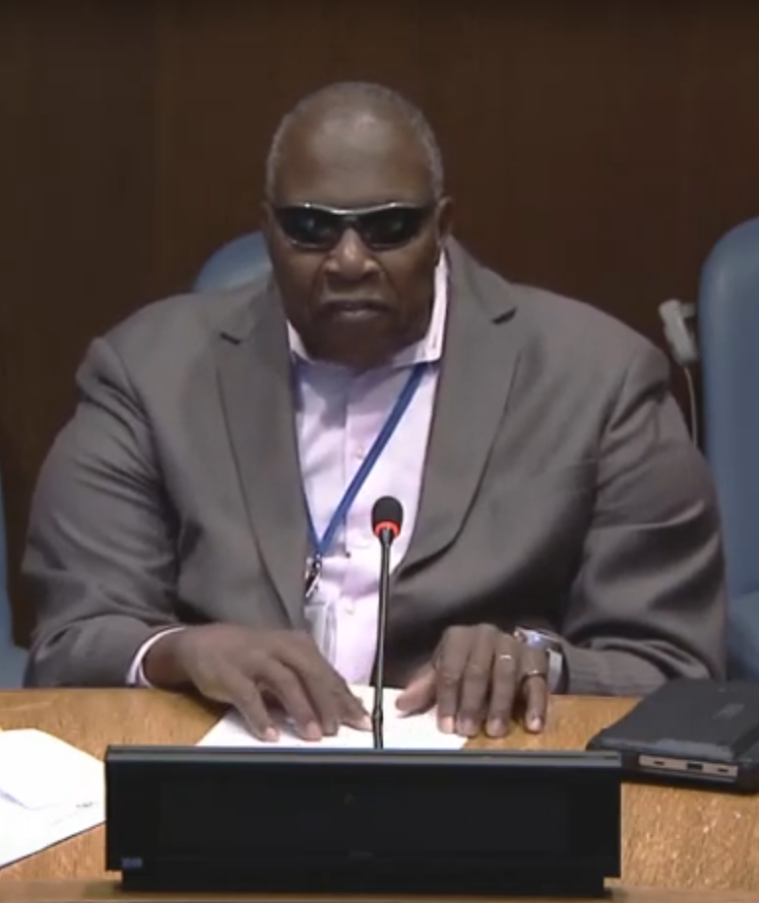
Walton Webson bei der 4th International Conference on Financing for Development im Oktober 2024

Walton Alfonso „Aubrey“ Webson ist ein antiguanischer Diplomat, der zudem leitende Positionen für verschiedene nationale und internationale Blinden- und Sehbehindertenorganisationen sowie Organisationen der Vereinten Nationen innehatte. Von 2021 bis 2022 war er Vorsitzender der Alliance of Small Island States (AOSIS).

## Leben und Karriere
Webson wurde in Antigua und Barbuda geboren, wo er in English Harbour im Süden der Insel Antigua aufwuchs.
Er erreichte einen Bachelor of Science und Master of Science in Management von Non-Profit-Organisationen an The New School for Social Research in New York und einen Doktor in Management von der Case Western Reserve University in Ohio, USA. Seit 2006 lehrte Webson selbst Leadership and International Management am Assumption College in Massachusetts.
Von 1981 bis 1986 war Webson Geschäftsführender Direktor des Caribbean Council for the Blind. Von 1990 bis 1992 arbeitete er als Regionalvertreter der Karibik (Caribbean Regional Representative) für Sight Savers International. Anschließend arbeitete er für Perkins International, wo er ab 2011 den Posten als Direktor übernahm. Watson arbeitete im Laufe seiner Karriere zudem mit Helen Keller International und war im Vorstand von UNDP, UNFPA, UNOPS und UNICEF.
Seit Dezember 2014 ist Webson für Antigua und Barbuda Ständiger Vertreter bei den Vereinten Nationen. Sein Akkreditierungsschreiben überreichte er am 17. Dezember an UN-Generalsekretär Ban Ki-moon. Seit seiner Gründung im Jahr 2019 leitet Webson zudem den UN-Lenkungsausschuss für Behindertenfragen.
Von 2021 bis 2022 war Webson zudem Vorsitzender der Alliance of Small Island States (AOSIS). Als solcher setzte er sich für stärkere Klimafinanzierung für Kleine Inselentwicklungsländer (SIDS) ein. So erklärte er vor seiner Teilnahme an der UN-Klimakonferenz in Scharm asch-Schaich 2022 (COP 27) „In vielerlei Hinsicht sind wir [Sids] die Hüter des Pariser Abkommens, denn für uns geht es um Leben und Tod: Es geht um die Realität, die Lebensgrundlagen einer Gesellschaft zu sichern oder nicht nur Lebensgrundlagen, sondern auch Menschen und Land zu verlieren, und es besteht die Gefahr des Aussterbens – einige Inseln werden verschluckt, wenn nichts geschieht. Das sind nicht nur Worte; das ist Tatsache.“ Zudem fordert Webson hinsichtlich der Bedrohung durch Plastikmüll in den Ozeanen insbesondere für Inselstaaten einen Wandel der Weltwirtschaft weg von Einwegplastikprodukten.
Webson veröffentlichte zudem Bücher und wissenschaftliche Arbeiten zu Themen wie Bildung und der Ermächtigung von Menschen mit Behinderung.

## Auszeichnungen und Ehrungen
- 2021: Verleihung der Louis Braille Medal, der höchsten Auszeichnung der Weltblindenunion[7]
- 2024: Ehrendoktor der Rechtswissenschaften von der University of the West Indies[8][9]
- 2024: Aufnahme in die Hall of Fame der Weatherhead School of Management der Case Western Reserve University[10]